# Universidad Nacional Agraria

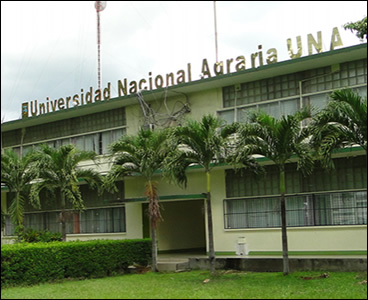
Universidad Nacional Agraria

Universidad Nacional Agraria (Nationella lantbruksuniversitetet), förkortat UNA, är ett statligt lantbruksuniversitet i Nicaragua. Det ligger i den östra delen av huvudstaden Managua, med filialer i Camoapa och Juigalpa. 

## Historia
Grunden för universitetet lades den 25 maj 1917 med invigningen av Escuela Nacional de Agricultura (Nationella jordbruksskolan). År 1980 infogades den med det nationella universitetet, Universidad Nacional Autonoma de Nicaragua, som en fakultet med namnet Facultad de Ciencias Agropecuarias. Tio år senare blev det 1990 ett självständigt universitet med det nuvarande namnet. En universitetsfilial bildades i Camoapa 1993 och en annan i Juigalpa 1997.

## Fakulteter
Universitetet har fyra fakulteter:
- Agronomi (Facultad Agronomía, FAGRO)
- Husdjursvetenskap (Facultad de Ciencia Animal, FACA)
- Landsbygdsutveckling (Facultad de Desarrollo Rural, FDR)
- Naturresurser och miljö (Facultad de Recursos Naturales y del Ambiente, FARENA)